# Ígor Txislenko
Ígor Txislenko   (Moscou, 4 de gener de 1939 - Moscou, 22 de setembre de 1994) fou un futbolista rus de la dècada de 1960.
Fou 53 cops internacional amb la selecció soviètica amb la qual participà en la Copa del Món de Futbol de 1962 i 1966.
Pel que fa a clubs, defensà els colors de FC Dynamo Moscou i FC Dynamo Tselinograd.